# Ранковий обхід
Ранковий обхід (рос. Утренний обход) — радянський художній фільм 1979 року, знятий на кіностудії «Мосфільм».

## Сюжет
Доктор Нечаєв живе турботами своїх пацієнтів. Це людина чудових душевних якостей і висококласний фахівець-кардіолог, але абсолютно непристосований до життя в побуті і непомітно розгубивший самого себе, не зробивши багато чого з того, про що мріяв і не зрозумівший самовідданої любові молоденької студентки Аліси. На своїх надіях і мріях доктор поступово ставить хрест — вони йдуть на другий план та витісняються роботою в лікарні.

## У ролях
- Андрій Мягков — Лев Сергійович Нечаєв, хірург, завідувач відділення
- Олена Коренєва — Аля (Аліса), студентка інституту іноземних мов
- Анастасія Вознесенська — Клара Авдєєва, однокурсниця Нечаєва, кандидат медичних наук
- Інна Аленікова — Ляля, дружина пацієнта з інфарктом
- Юрій Волинцев — Віктор Малишевський, професор, відомий нейрохірург
- Всеволод Абдулов — Юра Будкевич, друг Нечаєва
- Олександр Степанов — Кирило, студент
- Валентин Гафт — Алік, поет-пісняр, старий друг Нечаєва
- Йола Санько — Регіна, дружина Аліка
- Володимир Івашов — Олег, викладач італійської мови
- Олександр Філіппенко — Ігор Петрович Букін, молодий лікар
- Зоя Бєлая — Раїса Павлівна
- Олімпіада Калмикова — Тетяна Антонівна, медсестра в клініці
- Галина Орлова — Ніночка
- Анна Фроловцева — Роза, медсестра
- Юрій Нікольський — Коля
- Софія Гаррель — Сущинська, літня пацієнтка
- Всеволод Платов — Олександр Миколайович, пацієнт з інфарктом
- Зоя Федорова — Єгорова, пацієнтка
- Ніна Архипова — Лідія Михайлівна, головлікар
- Ніна Агапова — пасажирка електрички
- Ольга Битюкова — Морозова, пацієнтка Нечаєва
- Олена Водолазова — Женечка, подруга Тані
- Олена Вольська — епізод
- Інна Виходцева — Вишнякова, дружина пацієнта
- Анатолій Голік — керівник похідної групи
- Станіслав Житарєв — син Сущинської
- Володимир Козелков — епізод
- Олександр Лебедєв — походник
- Наталія Мартінсон — невістка Сущинської
- Володимир Мишкін — Абрамов, пацієнт Букіна
- Наталія Санько — Танечка, знайома Юри
- Костянтин Саринін — епізод
- Лідія Тіунова — епізод
- Світлана Швайко — Юленька, дружина Малишевського
- Сергій Каніщев — епізод
- Олена Муратова — лікар

## Знімальна група
- Режисер — Аїда Манасарова
- Сценарист — Анатолій Гребнєв
- Оператор — Генрі Абрамян
- Композитор — Георгій Фіртич
- Художник — Наталія Мєшкова